# بيت سوسين
بَيْت سُوسِين هي قرية فلسطينية في فلسطين الانتدابية، وتقع 17 كيلومتراً (11 ميل) جنوب شرق الرملة و26 كم غرب القدس. في عام 1945، كان 210 نسمة. وقد أخليت من سكانها القرية خلال حرب عام 1948 من قبل لواء 7 الإسرائيلي.

## الموقع
تقع جنوب قمة تل يرتفع 310م عن سطح البحر في القسم الغربي من جبال القدس؛ وتشرف على مساحات واسعة إلى الغرب والجنوب. يمر وادي طاحون وهو أحد روافد الوادي الكبير 2 كم شمال القرية فيما تبدأ من غربها وجنوبها أودية ترقد وادي الصرار – روبين. وقع بئر الحوارة في الجنوب الغربي للقرية وبئر للماء في “بيارات الأفندي” الواقعة في شمال غرب القرية.
وقعت القرية بالقرب من شبكة الطرق التي أدت إلى كثير من المراكز الحضرية، وكان يربطها به طريق فرعية إلى الطريق السريع يافا-القدس.
كان بيت سوسين مجموع مساحتها من 6,481 دونم منها 5,453 كانت مملوكة للعرب. تم تصنيف ما تبقى من الممتلكات العامة. واستخدمت ما يقرب من 80٪ من الأراضي للزراعة والمنطقة المبنية من القرية تشكل سوى ثمانية دونم. في عام 1943، زرعت أشجار الزيتون على اثنين دونم. في استطلاع عام 1945 من قبل سامي هداوي، وسجل أن بيت سوسين نمت الحبوب على 5,108 دونم و 94 دونم إما المروية أو مستخدماً للبساتين.

## التاريخ
المحيطة بيت سوسين كانت أنقاض الجدار والمقابر، قطع الحجارة، أسس المنازل، وصهاريج، وحوض. يشار الصليبيين إلى القرية باسم "Bezezin". في حين ظل حكم الدولة العثمانية، في عام 1596، كان بيت سوسين تحت إدارة النواحي («منطقة ثانوية») من الرملة، وهي جزء من سنجق غزة. وكانت تؤدي الضرائب على القمح والزيتون، والشعير، وكذلك خلايا النحل والماعز.
الأمريكي إدوارد روبنسون عالم الكتاب المقدس الذي أقره بيت سوسين في عام 1852 ووصفتها بأنها قرية صغيرة وقديمة.
المدرسة، التي بنيت في عام 1947، والتي تقاسمها مع بيت سوسين القرويين من بيت جيز صنفت بيت سوسين بأنها قرية من جازيتير مؤشر فلسطين. في فترة الانتداب البريطاني، تم تقسيمها إلى قسمين. وكان القسم الأكبر مستطيلة، خطة بين الشمال والجنوب وأصغر وضعت 250 متر (820 قدم) إلى الجنوب الغربي. وشيدت بيوتها من البناء وكانت تقع على مقربة من مسجد القسم الأصغر للقرية. يستخدم سكان الربيع للحصول على المياه للأغراض المنزلية. وكانت القطاعات الاقتصادية الرئيسية الزراعة (الحبوب كونه المحصول النقدي الرئيسي) وتربية الحيوانات.

## القرية والسكان اليوم
دمرت القرية وطرد السكان خلال النكبة وأنشئت مستوطنة تاعوز [الإنجليزية].

## معرض صور

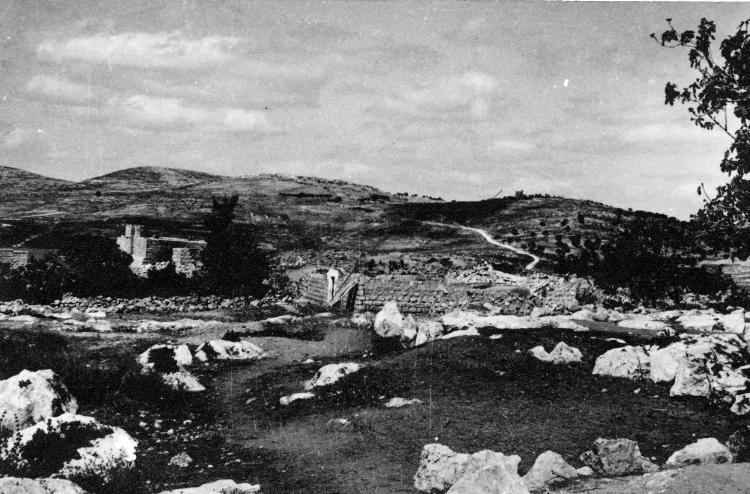
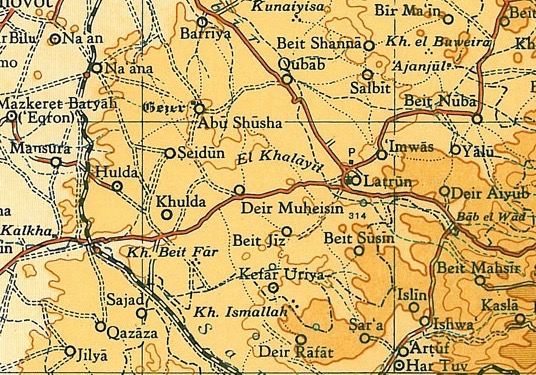
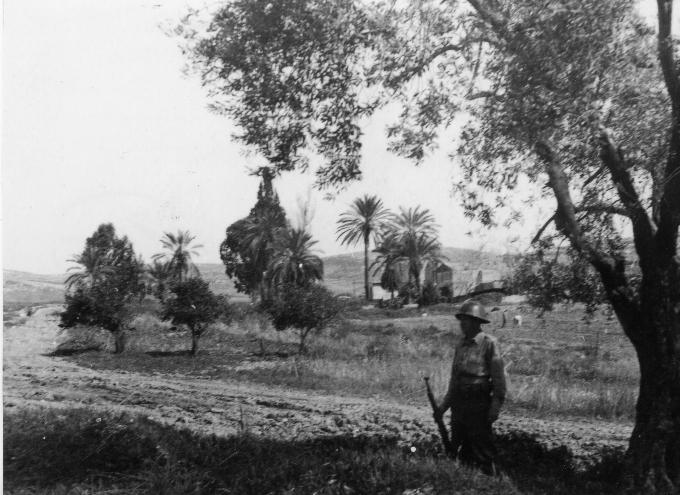
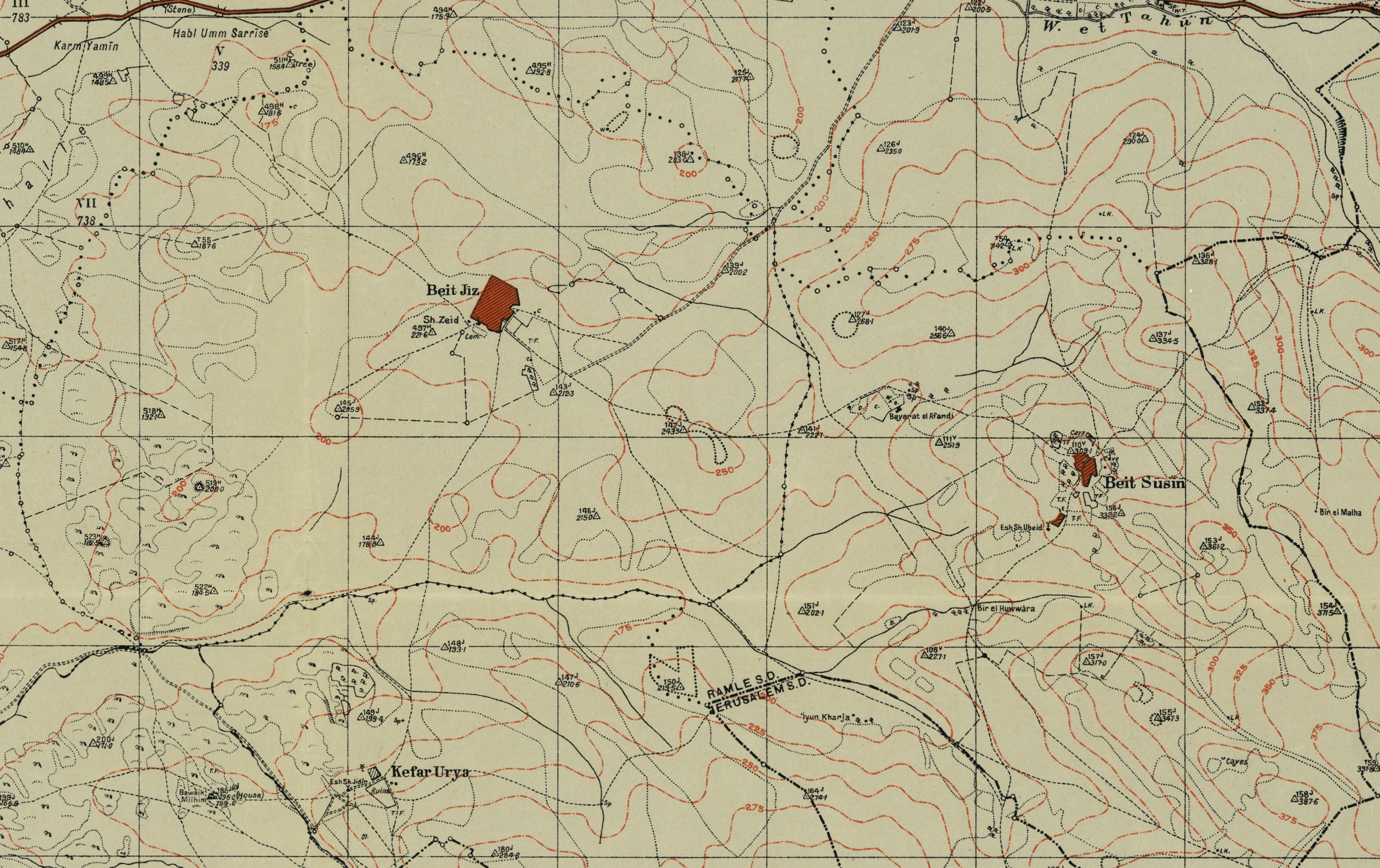
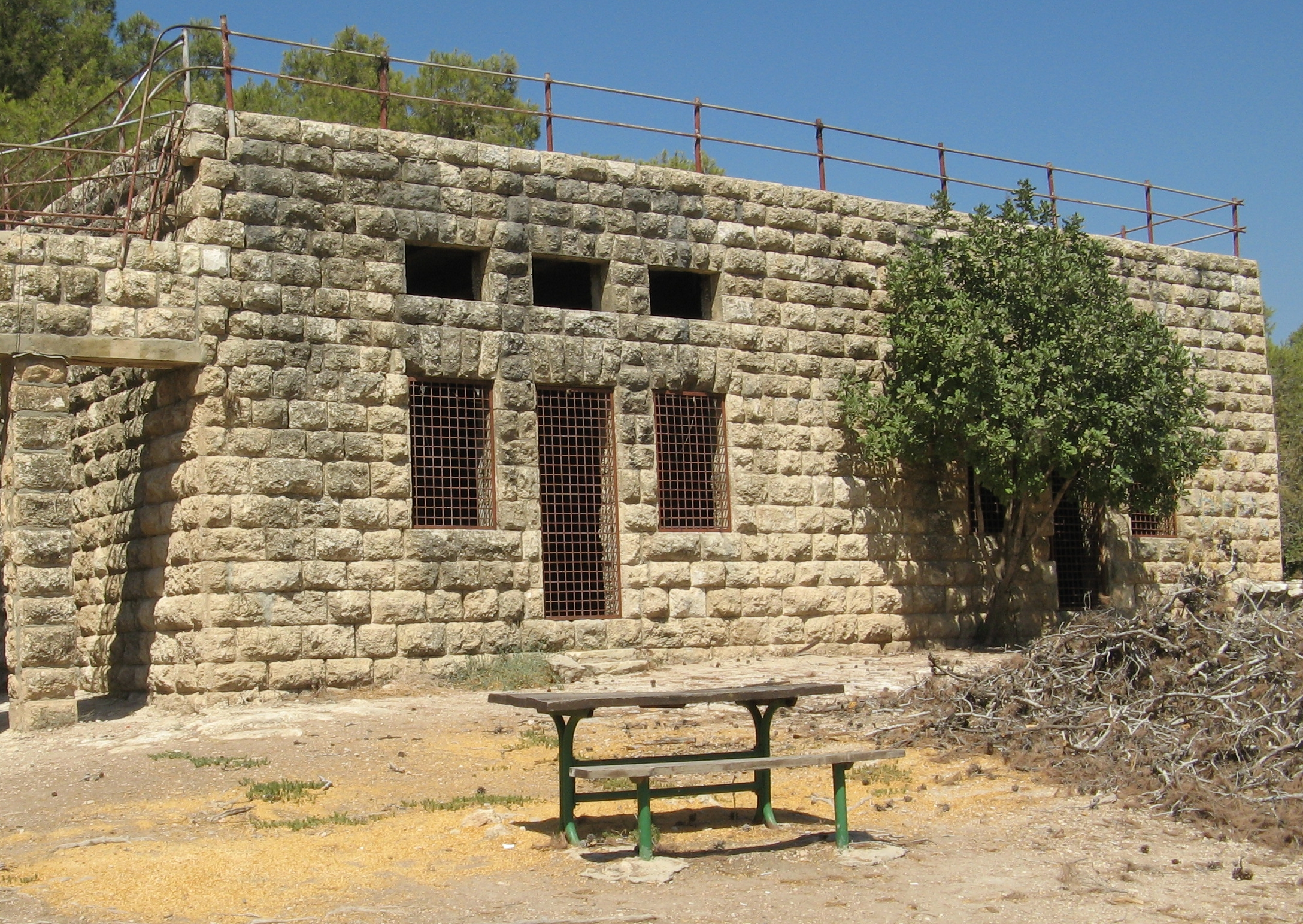